# خوک طلایی
خوک طلایی (نام علمی: Hydrastis canadensis) یک گونه گیاه پایا و دارویی از سرده آلاله و تیره آلالگان است. این گیاه بومی جنوب شرقی کانادا و شرق ایالات متحده آمریکا است.ریشه و برگ های این گیاه در طب سنتی برای درمان انواع بیماری‌ ها.